# Elsa Brants
Pour les articles homonymes, voir Brants.
Elsa Brants, née en 1975 à Montpellier, est scénariste, dessinatrice et coloriste française de bande dessinée. 
Elle officie en tant que coloriste sur des bandes dessinées telles que Lily, Nanami ou encore Weëna, puis collabore avec Guillaume Lapeyre sur Les Chroniques de Magon.
Elle connait un important succès comme autrice du manga français Save me Pythie, paru en 2014. L'illustration et la narration graphique de Brants captivent l'attention, rendant ses oeuvres accessibles et attrayantes pour un public varié. Son travail a su capter l'attention d'un large public, en particulier les jeunes lecteurs.
Après sa série Save Me Pythie, puis un one-shot Par le pouvoir des dessins animés, elle publie une nouvelle série intitulé Myrtis.
Son influence dans le milieu de la bande dessinée et de la littérature jeunesse continue de croître, faisant d'elle une figure ayant une importante popularité dans la bande dessinée francophone.

## Biographie

### Enfance et études
Elsa Brants est née à Montpellier en 1975. À douze ans, secrètement influencée par le « mix » improbable de Gotlib et de Rumiko Takahashi, elle décide de vouer sa vie à la bande dessinée. Réalisée pendant week-ends et vacances, sa première histoire compte à ce jour plus de 900 pages. Elle découvrit son premier manga papier à l'âge de 13 ou 14 ans car les mangas n'étaient pas traduits en France.

### Rencontre avec Guillaume Lapeyre et début de carrière
En 1998, elle rencontre Guillaume Lapeyre (le dessinateur des séries Ether, Explorers, L'Intrépide et City Hall) avec lequel elle collabore sur plusieurs albums. Ils réalisent notamment ensemble, dans les années 2000, Les Chroniques de Magon, Guillaume Lapeyre au dessin, et elle comme coloriste, sur un scénario de Nicolas Jarry. En 2004, sur un scénario de François Debois et Nicolas Jarry paraît le premier volumes des Bois de Brocéliande : La Dryade, dont le dessin est assuré par Marc-Antoine Boidin avec Guillaume Lapeyre, Stéphane Bileau et, pour les couleurs, Elsa Brants. Elle est également coloriste pour la série Weëna, sur un scénario d'Eric Corbeyran et un dessin d’Alice Picard. Pour la série Lily, elle a l'opportunité d'être dessinatrice, dans des albums aux éditions Dupuis dans la collection Puceron destinée aux tout-petits, sans texte, sur des scénarios de Nykko,.

### Création et publication de Save Me Pythie
Alors qu'elle montait son projet et qu'elle avait l'intention de devenir dessinatrice professionnelle, Elsa Brant envoie son projet à tous les éditeurs qu'elle connaissait. Elle reçut cinq réponses positives de la part de Kaze , Pika , Glenat , Delcourt et Kana .
Dans les années 2010, elle dessine un récit mythologique sous forme de manga au ton humoristique, Save me Pythie. Cette série est remarquée par son originalité,, et est aussi publiée au Japon. 
Pythie est une jeune prêtresse d’Apollon, dieu de la Lumière et des Arts. Suivant son penchant pour la gent féminine, Apollon a jeté son dévolu sur la belle Pythie. À la tombée du jour, il tente de la séduire. Mais lorsque la jeune femme au caractère bien trempé refuse ses avances et rejette le dieu qu’elle est censée servir, Apollon, pour la punir, la marque de son sceau. La voilà maudite !

## Œuvres

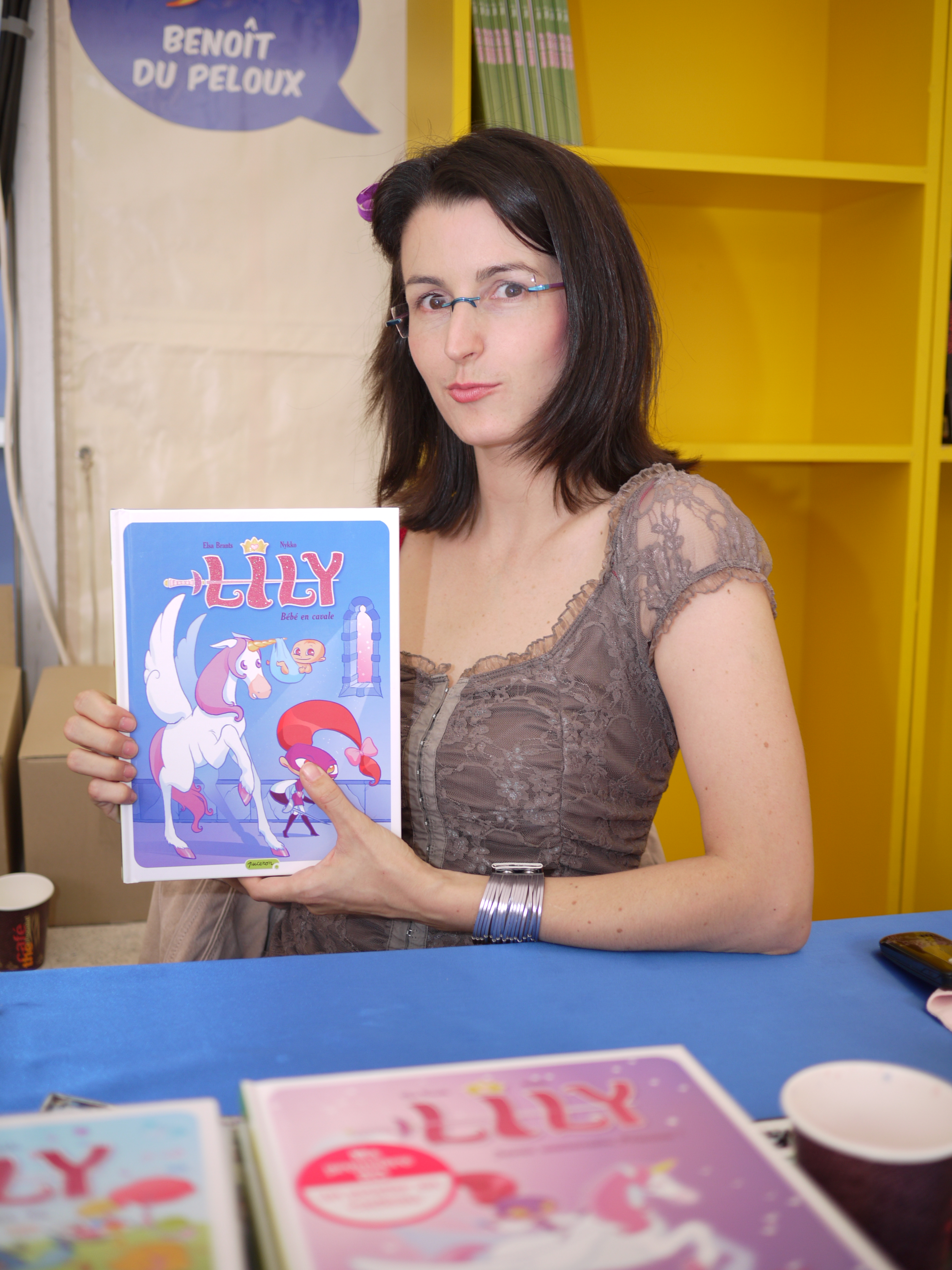
Elsa Brants en 2010.

### En tant qu'autrice
- 2014 : Save me Pythie- t. 1 : Elsa Brants (scénario, dessin), Kana, collection Big Kana, 192 p.  (ISBN 978-2-505-06102-1)
- 2014 : Save me Pythie - t. 2 : Elsa Brants (scénario, dessin), Kana, collection Big Kana, 192 p.
- 2015 : Save me Pythie- t. 3 : Elsa Brants (scénario, dessin), Kana, collection Big Kana, 176 p.
- 2016 : Save me Pythie - t.4 : Elsa Brants (scénario, dessin), Kana, collection Big Kana, 176 p.
- 2016 : Save me Pythie - t.5 : Elsa Brants (scénario, dessin), Kana, collection Big Kana, 176 p.

### En tant que dessinatrice
- 2009 : Lily - t.  1 : Joyeux anniversaire, princesse !, Nykko (scénario), Elsa Brants (dessin, couleur), 28p.
- 2009 : Lily - t.  2 : Le peintre fou, Nykko (scénario), Elsa Brants (dessin, couleur), 28p
- 2010 : Lily - t.  3 : Bébé en cavale, Nykko (scénario), Elsa Brants (dessin, couleur), 28p.
- 2011 : Lily - t.  4 : Des amours de dragons, Nykko (scénario), Elsa Brants (dessin, couleur), 28p.

### En tant que coloriste
- 2003 : Les chroniques de Magon - t. 1 : Les enfants de la cyberchair, Nicolas Jarry (scénario), Guillaume Lapeyre (dessin), Elsa Brants (couleur), , collection Néopolis, 46 p.
- 2004 : Les chroniques de Magon - t. 2 : Genèses, Nicolas Jarry (scénario), Guillaume Lapeyre (dessin), Elsa Brants (couleur), collection Néopolis, 46 p.
- 2005 : Les chroniques de Magon - t. 3 : L'antre de la Gorgone, Nicolas Jarry (scénario), Guillaume Lapeyre (dessin), Elsa Brants (couleur), , collection Néopolis, 48 p.
- 2005 : Weëna - t.  3 : Résurgence, Éric Corbeyran (scénario), Alice Picard (dessin), Elsa Brants (couleur), Delcourt, collection Terres de Légendes, 46 p.  (ISBN 2847896619)
- 2005 : Weëna - t.  4 : Union, Éric Corbeyran (scénario), Alice Picard (dessin), Elsa Brants (couleur), Delcourt, collection Terres de Légendes, 46 p.  (ISBN 2847899294)
- 2006 : Les chroniques de Magon - t. 4: Exil, Nicolas Jarry (scénario), Guillaume Lapeyre (dessin), Elsa Brants (couleur), collection Néopolis, 48 p
- 2007: Les chroniques de Magon - t. 5 : Les seigneurs de Katë, Nicolas Jarry (scénario), Guillaume Lapeyre (dessin), Elsa Brants (couleur), collection Néopolis, 46 p.
- 2007 : Weëna - t.  5 : Bataille, Éric Corbeyran (scénario), Alice Picard (dessin), Elsa Brants (couleur), Delcourt, collection Terres de Légendes, 46 p.  (ISBN 978-2-7560-0337-5)
- 2008 : Les chroniques de Magon - t. 6 : Héritage, Nicolas Jarry (scénario), Guillaume Lapeyre (dessin), Elsa Brants (couleur), collection Néopolis, 46 p.
- 2008 :  Weëna - t.  6 : Voyage, Éric Corbeyran (scénario), Alice Picard (dessin), Elsa Brants (couleur), Delcourt, collection Terres de Légendes, 46 p.  (ISBN 978-2-7560-0984-1)
- 2008 : Okhéania - t.  1 : Le tsunami, Éric Corbeyran (scénario), Alice Picard (dessin), Elsa Brants (couleur), Dargaud, 80 p.  (ISBN 978-2-505-00263-5)
- 2008 : Okhéania - t.  2 : La chute, Éric Corbeyran (scénario), Alice Picard (dessin), Elsa Brants (couleur), Dargaud, 78 p.  (ISBN 978-2-505-00465-3)
- 2009 : Okhéania - t.  3 : Les profondeurs, Éric Corbeyran (scénario), Alice Picard (dessin), Elsa Brants (couleur), Dargaud, 82 p.  (ISBN 978-2-505-00661-9)
- 2010 : Nanami - t.   3 : Le royaume invisible, Amélie Sarn, Éric Corbeyran (scénario), Nauriel (dessin), Elsa Brants (couleur), 78 p.
- 2010 : Weëna - t.  7 : Destination, Éric Corbeyran (scénario), Alice Picard (dessin), Elsa Brants (couleur), Delcourt, collection Terres de Légendes, 46 p.  (ISBN 978-2-7560-1553-8)
- 2011 : Nanami - t.   4 : Le prince noir, Amélie Sarn (scénario), Nauriel (dessin), Elsa Brants (couleur), 64 p.
- 2011 : Okhéania - t.  4 : L'île, Éric Corbeyran (scénario), Alice Picard (dessin), Elsa Brants (couleur), Dargaud, 64 p.  (ISBN 978-2-505-00937-5)
- 2012 : Nanami - t.   5 : Le combat final, Amélie Sarn (scénario), Nauriel (dessin), Elsa Brants (couleur), 62 p.
- 2012 : Weëna - t.  8 : Union, Éric Corbeyran (scénario), Alice Picard (dessin), Elsa Brants (couleur), Delcourt, collection Terres de Légendes, 46 p.  (ISBN 978-2-7560-1982-6)

## Vie privée
Elsa Brants est mariée avec Guillaume Lapeyre, ensemble ils ont une fille et un garçon.